# I Am... World Tour (álbum)
I Am... World Tour (a menudo llamado I Am... Tour) fue la tercera gira musical de la cantante estadounidense Beyoncé Knowles realizada durante la promoción de su tercer álbum de estudio, I Am... Sasha Fierce, de 2008. Los primeros datos se dieron a conocer en octubre de 2008 y los primeros conciertos en diciembre del mismo año. La gira comenzó a finales de marzo de 2009 con actuaciones en América del Norte, América del Sur, Europa, Asia, África y Oceanía. El tour fue nominado en 2009 a un "Eventful Fans' Choice Awards" en la sexta edición de los premios Annual Billboard Touring. A lo largo de los 102 conciertos y 108 espectáculos ofrecidos, la gira obtuvo una recaudación de 119,5 millones de dólares.

## Trasfondo
La revista Billboard anunció que Beyoncé tenía planeado iniciar una gira en la primavera de 2009 para promocionar su tercer álbum de estudio: I Am... Sasha Fierce. En diciembre de 2008 afirmaron que recorrería Europa. Durante una entrevista en Entertainment Weekly, Beyoncé declaró: 

He estado ocho meses preparando esta gira en los que estuve ensayando y asegurándome de que todo esté listo. Ahora soy incapaz de dormir por los nervios, tan solo puedo pensar en los ensayos. Estoy impaciente porque empiece [la gira].

 A finales de marzo de 2009 ofreció cinco conciertos de ensayo en América del Norte y a finales de abril empezó de manera oficial la gira europea en el pabellón Arena de Zagreb, Croacia. A los ocho meses de publicar el álbum, Knowles llevó la gira al continente americano. Las entradas se repartieron entre los clubes de fanes el 20 de abril de 2009 mientras que el 25 de abril se pusieron a la venta en las taquillas. Durante las seis semanas, actuó en el Madison Square Garden de Nueva York el 21 de junio con un espectáculo y cuatro días de actuaciones en Las Vegas.
En una entrevista concedida a The Associated Press, la cantante comentó que uno de los momentos más duros de la gira fue dar cabida a una década de hits en un espectáculo de dos horas e interpretarlas con el elaborado vestuario del diseñador Thierry Mugler. 

Nunca me bajo del escenario ni dejó de posar ante las cámaras hasta que se me ampollen los pies. En mi trabajo lo doy todo porque sé lo afortunada que me siento de hacer lo que quiero.

 También comentó que el tour será más "emotivo" que el de 2007 por la esencia de la parte I Am... del doble álbum, el cual define de más realista y sensible. Por otro lado expresó su frustración con los medios de internet por desvelar detalles del espectáculo arruinando así la sorpresa al mismo tiempo que algunos fanes no estarían interesados por asistir. 

Está bien informar en su justa medida para que decidan si ir o no al concierto, [ríe] y yo misma soy una seguidora de mis admiradores así que iré. Pero pones mucho empeño e inviertes tiempo en el guardarropa [...] es muy frustrante que tus seguidores puedan ver de que irá el espectáculo meses antes de que llegue a la ciudad, pero así es la vida.

A finales de mayo de 2009, la discográfica de Knowles anunció en una rueda de prensa que la cantante había decidido que para los próximos conciertos por América del Norte se venderían 2.000 plazas por 20 dólares de descuento. Debido a la demanda del público, Sony Music anunció nuevos conciertos por Inglaterra, Asia y América del Sur, sin embargo hubo fanes descontentos de varios puntos de Estados Unidos como de Anchorage, Alaska entre otras ciudades por ignorar las suplicas de que actuase en sus localidades.

## Desarrollo
En 2006 Knowles concedió una entrevista a MTV News para hablar sobre Sasha Fierce, su personaje más agresiva de entre el escenario: 

Siempre me asusto en el momento de subir al escenario y me pongo nerviosa, aunque en realidad me asusto más aún cuando estoy más relajada porque no puedo transformarme en esa persona que el público espera ver

 También comentó que en la vida real no tiene nada que ver con lo que sus fanes ven en el concierto.

### Vestuario
Tras varios años retirado del mundo de la moda, el diseñador francés Thierry Mugler fue el principal confeccionista en la gira. Beyoncé admiró una de sus exposiciones que tuvo lugar en el Museo de Arte y Diseño en 2008. Para la cantante, diseñó 72 modelos al igual que para los bailarines y la banda. Mugler anunció que contribuiría en preparar el evento, desde la iluminación hasta la coreografía.
El diseñador buscaba retener la "dualidad existente entre una mujer y una guerrera, y entender estos dos aspectos con su propia perspectiva". Mientras confeccionaba el vestuario, hizo uso de las palabras: "femenina, libre, guerrera y fiera", las cuales le sirvieron de inspiración. En una entrevista concedida a Women's Wear Daily, Mugler declaró: 

La personalidad de Beyoncé sobre el escenario es la de una fiera con un instinto innato. Ella misma expresa los dos aspectos de su personalidad. En el escenario, tanto Sasha como Beyoncé son la misma persona.

Alguno de los diseños (tanto en el escenario como en los vídeos) son de costura vintage.
Como asesor creativo comentó: 

Era responsable de realizar la visión de la cantante realidad. Habrá bastante dramatismo y metamorfosis en el escenario. Muchos de los efectos utilizados fueron inspirados por la propia Beyoncé y solo ella podía hacerlo. También fui el ayudante de dirección para la grabación del vídeo de la diva y del programa. También aporté algunos aspectos visuales y creativos al concierto y quise mandar un mensaje de que podríamos compartir la puesta en escena con todo lo que tenemos.

### Actuaciones principales
Beyoncé y su organización "The Survivor Foundation" fueron los portavoces de la campaña de General Mills' Hamburger Helper llamada "Show Your Helping Hand" (Muestra tu mano) El objetivo de la campaña era recaudar más de 3,5 millones en comida a bancos de alimentos de América del Norte. La cantante animó al público que llevasen alimentos no perecederos a los conciertos para ser donados. Según la web oficial de la campaña se recogió cerca de 3 millones de alimentos y 50.000 dólares.
Knowles también anunciaría que realizaría una actuación en el estadio Donbass Arena de Donetsk, Ucrania para la inauguración del recinto deportivo. La ceremonia incluyó una producción dedicada a los mineros ucranianos. Junto a ella actuaron artistas nacionales como Natalya Mogilevskaya, Svetlana Loboda y Aliona Vinnitskaya, las cuales interpretaron la canción We Will Rock You del grupo Queen. Según cifras estimadas, al estadio acudieron 45.000 espectadores. Tras acabar el concierto, el entonces Presidente Viktor Yushchenko se dirigió al público con un discurso.
Mientras seguía con la gira, le preguntaron si estaría interesada en actuar en un recinto cerrado de Las Vegas. Tras aceptar el ofrecimiento, realizaron un concierto en vivo en el teatro Encore. Beyoncé quería que estos conciertos fuesen diferentes a los de la gira y comentó que: "no fue la típica experiencia". El 2 de agosto de 2009 grabaría y publicaría un CD/DVD con la actuación bajo el título I Am... Yours.

### Controversia en Malasia
En septiembre de 2009, la agencia Associated Press informó de que Beyoncé tenía pensado llevar la gira hasta Malasia, donde actuaría en Kuala Lumpur el 25 de octubre de 2009, pero "moderando" su actuación debido a las protestas de grupos y partidos políticos islamistas. Ante las críticas recibidas, la cantante accedió a "bajar el tono" durante su concierto. Un portavoz del PAS declaró 

Estamos en contra de las actuaciones sexuales occidentales; desde el partido, no creemos que nuestra gente necesite nada de eso.

 Sin embargo, un representante del evento le respondió que "habían llegado a un acuerdo amigable con todos los partidos políticos del país sobre la actuación" y que "Knowles debería ser vista como un ejemplo a seguir por su trabajo y solidaridad contra la pobreza y la violencia doméstica." La cantante ya tenía pensado actuar el país dos años atrás, pero las protestas religiosas la obligaron a recular. Otras artistas femeninas, entre las que se incluyen Rihanna, Gwen Stefani y Avril Lavigne también tuvieron que rebajar el contenido de sus respectivas actuaciones.
El organizador del evento declaró a Associated Press que confiaba en que Beyoncé actuase y se acallen las críticas en contra, respecto al gobierno malayo, comentó que deberían abrirse y permitir que una cantante internacional pueda actuar en esta región por el bien de la economía turística de la que depende Malasia. Sin embargo el concierto fue suspendido ante la ola de acusaciones por parte de los conservadores islámicos que calificaban el espectáculo de "inmoral". Aun así, el promotor dijo: 

El concierto ha sido aplazado y en breve habrá una nueva fecha. La decisión de cancelar el evento es únicamente de la cantante sin que existan otras razones externas.

Otros representantes rechazaron hacer comentarios sobre las duras críticas recibidas por parte de los movimientos religiosos del país.

## Críticas

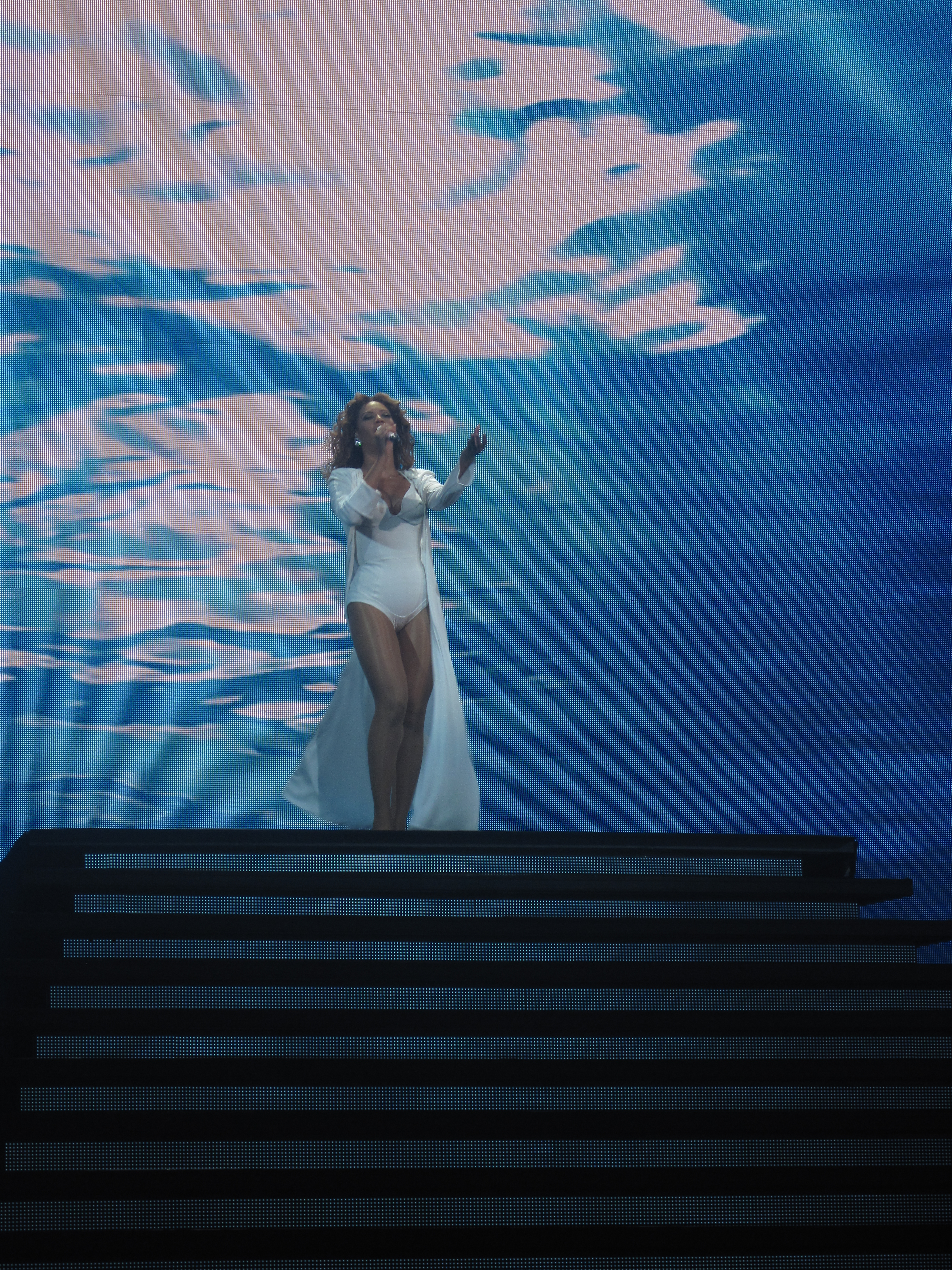
Knowles interpretando "Smash Into You".

El inicio de la tercera gira de Knowles recibió críticas generalmente positivas de los críticos. Mike Ross de Edmonton Sun calificó su performance en Rexall Place con un 4,5 d 5 estrellas diciendo: «"Beyoncé puede cantar R&B tradicional si quiere. Lo probó anoche —gimiendo en el clásico de Etta James "At Last", el cual interpretó para la inauguración del presidente de los Estado Unidos Barack Obama». Stephanie Classen de The Star Phoenix remarcó: «Beyoncé no necesita realmente las comodidades y lujos de un gran concierto de estadio, pero seguro que lo convierte en una presentación inolvidable. Y como ella dice en la canción Ego, "camino así porque puedo respaldarlo"». Elogios adicionales fueron recibidos por parte de Randall King de Winnipeg Free Press, quien dio un 4 sobre 5 al desempeño de Knowles en el Centro MTS, diciendo: «En las canciones de modo Sasha, como "Radio", "Sweet Dreams" y "Single Ladies" (este último realizado, por desgracia, después de la hora del cierre), Knowles muestra energía pura convincente que expresa un trabajo duro con cada zigzagueo y ágil trino vocal». Alice Jones, de The Independent escribe: «Mirar a Beyoncé cantar y mostrar su garra se puede sentir como mucho intimidante, y como peor, alienante. Se toma su papel como animadora tan en serio que es casi demasiada buena». The New York Times escribió que «hay una elegancia impresionante en su agudo deseo de entretener». Renee Michelle Harris de South Florida Times escribió que Knowles «se adueña del escenario con su característica arrogancia e intensidad... mostrando su poderosa voz sin perder una nota, a menudo en el ejercicio de vigorosos y perfectamente ejecutados movimientos de baile... nadie, ni Britney, ni Ciara o Rihanna pueden ofrecer lo que ella—un paquete completo de voz, movimiento y presencia».

## Comercial
Knowles rompió su récord de espectadores para un concierto tras agotar las entradas del Estadio Morumbí en Sao Paulo, Brasil, con más de 60 000 tickets vendidos e ingresos superiores a $4,2 millones.
En 2009, el tour fue nominado al premio "Eventful Fans' Choice Award" en la 6th Annual Billboard Touring Awards. La gira recaudó $103 millones por 102 conciertos y $119,5 millones por un total de 108.

## Grabación y retransmisiones
El concierto celebrado en Las Vegas el 2 de agosto de 2009 fue grabado y publicado bajo el título de I Am... Yours: An Intimate Performance at Wynn Las Vegas. El 31 de marzo de 2009 se grabó en DVD parte del concierto de Vancouver y distribuido junto con unas imágenes de la gira oficial y otros contenidos extras. El sencillo Crazy in Love se grabó en Madrid, España y fue comunicado por los medios de comunicación del país. If I Were a Boy y Single Ladies (Put a Ring on It) fueron interpretadas en el Essence Music Festival de Nueva Orleans. Del concierto de Donetsk, Ucrania se grabaron cinco piezas y se retransmitieron en la cadena TRK Ukrayina como parte del espectáculo del Donbass Arena. Al igual que en Madrid, Knowles volvió a grabar la actuación del O2 Arena de Praga, República Checa y lo colgó en la web news-website tn.cz. En el Festival Summer Sonic de Osaka, Japón utilizaron los temas Crazy in Love y Single Ladies para promocionar la gira por Japón. El concierto de Singapur celebrado en el Circuito de F1 Marina Bay se retransmitió a través de la cadena HD 5 Live.

## Colaboraciones
- Eva Ávila (Canadá)[19]
- Linda Teodosiu (Austria, Alemania y Suiza)[30]
- Ildiko Keresztes and Karmatronic (Hungría)[31]
- Marek Ztracený (República Checa)[32]
- Humphrey (Francia)[33]
- DJ Lester & Abdou (Bélgica)[34]
- Miguel Simões and Verinha Mágica (Portugal)[35]
- Labuat (España)[36]
- Shontelle (Inglaterra e Irlanda)[37]
- Solange Knowles (Mineápolis)[38]
- RichGirl (América del Norte)[39]
- Flo Rida (Australia)[40]
- Jessica Mauboy (Australia)[41]
- Zarif (Inglaterra e Irlanda)[42]
- Adammo (Perú)[43]

## Lista de canciones
| N.º | Título                                        | Duración |  |
| 1.  | «Intro» ()                                    | 1:54     |  |
| 2.  | «Crazy in Love» (con Jay-Z)                   | 5:24     |  |
| 3.  | «Naughty Girl»                                | 2:34     |  |
| 4.  | «Tomorrow I Am... Sasha Fierce»               | 0:40     |  |
| 5.  | «Freakum Dress»                               | 2:47     |  |
| 6.  | «Get Me Bodied»                               | 2:59     |  |
| 7.  | «Smash Into You»                              | 3:50     |  |
| 8.  | «Ave Maria»                                   | 4:17     |  |
| 9.  | «Broken-Hearted Girl»                         | 3:46     |  |
| 10. | «If I Were a Boy" / "You Oughta Know»         | 5:48     |  |
| 11. | «Robot»                                       | 0:59     |  |
| 12. | «Diva»                                        | 2:52     |  |
| 13. | «Radio»                                       | 2:36     |  |
| 14. | «Socks & Stilettos»                           | 0:15     |  |
| 15. | «Ego» (con Kanye West)                        | 3:30     |  |
| 16. | «Hello»                                       | 3:39     |  |
| 17. | «Sasha vs Beyoncé»                            | 0:54     |  |
| 18. | «Baby Boy" / "You Don't Love Me, No No No»    | 4:27     |  |
| 19. | «Irreplaceable»                               | 6:02     |  |
| 20. | «Check on It»                                 | 2:14     |  |
| 21. | «Bootylicious»                                | 0:41     |  |
| 22. | «Upgrade U»                                   | 2:21     |  |
| 23. | «Video Phone»                                 | 2:30     |  |
| 24. | «Are You Filming Me With That?»               | 1:02     |  |
| 25. | «Say My Name»                                 | 2:21     |  |
| 26. | «At Last»                                     | 3:53     |  |
| 27. | «Listen»                                      | 3:24     |  |
| 28. | «Single Ladies (Put a Ring on It)» (concurso) | 1:38     |  |
| 29. | «Single Ladies (Put a Ring on It)»            | 4:20     |  |
| 30. | «Halo»                                        | 11:44    |  |
| 31. | «Créditos Satellites, Sweet Dreams»           | 3:56     |  |

- Imágenes y vídeos Deluxe

| N.º | Título                         | Duración |  |
| 32. | «Mic and a Light» (Documental) | 23:22    |  |

- Edición CD Deluxe

| N.º | Título | Duración |  |

- Álbum con instrumentales en vivo

| N.º | Título                             | Duración |  |
| 1.  | «Crazy In Love»                    | 4:11     |  |
| 2.  | «Freakum Dress»                    | 4:07     |  |
| 3.  | «Get Me Bodied»                    | 3:59     |  |
| 5.  | «Smash Into You»                   | 4:11     |  |
| 6.  | «Ave Maria»                        | 5:59     |  |
| 7.  | «Broken-Hearted Girl»              | 3:23     |  |
| 8.  | «If I Were a Boy»                  | 2:51     |  |
| 9.  | «Diva»                             | 2:46     |  |
| 10. | «Radio»                            | 3:03     |  |
| 11. | «Ego»                              | 3:18     |  |
| 12. | «Hello»                            | 3:29     |  |
| 13. | «Irreplaceable»                    | 5:54     |  |
| 14. | «Sweet Dreams»                     | 2:14     |  |
| 15. | «Say My Name»                      | 2:53     |  |
| 16. | «At Last»                          | 2:57     |  |
| 17. | «Listen»                           | 2:58     |  |
| 18. | «Single Ladies (Put a Ring on It)» | 3:36     |  |

## Fechas de los conciertos
América del Norte
| Fecha               | Localidad | País           | Recinto             |
| ------------------- | --------- | -------------- | ------------------- |
| 26 de marzo de 2009 | Edmonton  | Canadá         | Rogers Place        |
| 27 de marzo de 2009 | Saskatoon | Canadá         | Credit Union Centre |
| 28 de marzo de 2009 | Winnipeg  | Canadá         | MTS Centre          |
| 31 de marzo de 2009 | Vancouver | Canadá         | Rogers Arena        |
| 1 de abril de 2009  | Seattle   | Estados Unidos | KeyArena            |

Europa
| Fecha               | Localidad   | País            | Recinto                                 |
| ------------------- | ----------- | --------------- | --------------------------------------- |
| 26 de abril de 2009 | Zagreb      | Croacia         | Arena Zagreb                            |
| 28 de abril de 2009 | Viena       | Austria         | Wiener Stadthalle                       |
| 29 de abril de 2009 | Budapest    | Hungría         | Arena Deportiva de Budapest László Papp |
| 30 de abril de 2009 | Praga       | República Checa | Sazka Arena                             |
| 2 de mayo de 2009   | Róterdam    | Países Bajos    | Ahoy Rotterdam                          |
| 3 de mayo de 2009   | Róterdam    | Países Bajos    | Ahoy Rotterdam                          |
| 5 de mayo de 2009   | París       | Francia         | Palais Omnisports de Paris-Bercy        |
| 6 de mayo de 2009   | Estrasburgo | Francia         | Zénith de Strasbourg                    |
| 7 de mayo de 2009   | Amberes     | Bélgica         | Sportpaleis                             |
| 8 de mayo de 2009   | Berlín      | Alemania        | O2 World                                |
| 10 de mayo de 2009  | Herning     | Dinamarca       | Messecenter Herning                     |
| 11 de mayo de 2009  | Gotemburgo  | Suecia          | Scandinavium                            |
| 13 de mayo de 2009  | Estocolmo   | Suecia          | Ericsson Globe                          |
| 15 de mayo de 2009  | Oberhausen  | Alemania        | König-Pilsener Arena                    |
| 16 de mayo de 2009  | Zúrich      | Suiza           | Hallenstadion                           |
| 18 de mayo de 2009  | Lisboa      | Portugal        | Pavilhão Atlântico                      |
| 19 de mayo de 2009  | Madrid      | España          | Wizink Center                           |
| 20 de mayo de 2009  | Barcelona   | España          | Palau Sant Jordi                        |
| 22 de mayo de 2009  | Newcastle   | Reino Unido     | Metro Radio Arena                       |
| 23 de mayo de 2009  | Birmingham  | Reino Unido     | National Indoor Arena                   |
| 25 de mayo de 2009  | Londres     | Reino Unido     | O2 Arena                                |
| 26 de mayo de 2009  | Londres     | Reino Unido     | O2 Arena                                |
| 27 de mayo de 2009  | Mánchester  | Reino Unido     | Manchester Evening News Arena           |
| 29 de mayo de 2009  | Dublín      | Irlanda         | 3Arena                                  |
| 30 de mayo de 2009  | Dublín      | Irlanda         | 3Arena                                  |
| 31 de mayo de 2009  | Belfast     | Irlanda         | Odyssey Arena                           |
| 1 de junio de 2009  | Belfast     | Irlanda         | Odyssey Arena                           |
| 3 de junio de 2009  | Dublín      | Irlanda         | 3Arena                                  |
| 4 de junio de 2009  | Dublín      | Irlanda         | 3Arena                                  |
| 6 de junio de 2009  | Liverpool   | Reino Unido     | Liverpool Echo Arena                    |
| 7 de junio de 2009  | Sheffield   | Reino Unido     | Sheffield Arena                         |
| 10 de junio de 2009 | Londres     | Reino Unido     | The O2 Arena                            |
| 9 de junio de 2009  | Londres     | Reino Unido     | The O2 Arena                            |

América del Norte
| Fecha               | Localidad        | País           | Recinto                    |
| ------------------- | ---------------- | -------------- | -------------------------- |
| 21 de junio de 2009 | Nueva York       | Estados Unidos | Madison Square Garden      |
| 22 de junio de 2009 | Nueva York       | Estados Unidos | Madison Square Garden      |
| 23 de junio de 2009 | Baltimore        | Estados Unidos | 1st Mariner Arena          |
| 24 de junio de 2009 | Washington D. C. | Estados Unidos | Verizon Center             |
| 26 de junio de 2009 | Filadelfia       | Estados Unidos | Wachovia Center            |
| 27 de junio de 2009 | Greensboro       | Estados Unidos | Greensboro Coliseum        |
| 29 de junio de 2009 | Sunrise          | Estados Unidos | BankAtlantic Center        |
| 1 de julio de 2009  | Atlanta          | Estados Unidos | Philips Arena              |
| 3 de julio de 2009  | Nueva Orleans    | Estados Unidos | Louisiana Superdome        |
| 4 de julio de 2009  | Houston          | Estados Unidos | Toyota Center              |
| 5 de julio de 2009  | Dallas           | Estados Unidos | American Airlines Center   |
| 7 de julio de 2009  | Phoenix          | Estados Unidos | US Airways Center          |
| 9 de julio de 2009  | Sacramento       | Estados Unidos | ARCO Arena                 |
| 10 de julio de 2009 | Oakland          | Estados Unidos | Oracle Arena               |
| 11 de julio de 2009 | Anaheim          | Estados Unidos | Honda Center               |
| 13 de julio de 2009 | Los Ángeles      | Estados Unidos | Staples Center             |
| 16 de julio de 2009 | Minneapolis      | Estados Unidos | Target Center              |
| 17 de julio de 2009 | Chicago          | Estados Unidos | United Center              |
| 18 de julio de 2009 | Auburn Hills     | Estados Unidos | The Palace of Auburn Hills |
| 20 de julio de 2009 | Toronto          | Canadá         | Air Canada Centre          |
| 21 de julio de 2009 | Montreal         | Canadá         | Bell Centre                |
| 23 de julio de 2009 | Uncasville       | Estados Unidos | Mohegan Sun Arena          |
| 24 de julio de 2009 | East Rutherford  | Estados Unidos | Izod Center                |
| 30 de julio de 2009 | Paradise         | Estados Unidos | Encore Theater             |
| 31 de julio de 2009 | Paradise         | Estados Unidos | Encore Theater             |
| 1 de agosto de 2009 | Paradise         | Estados Unidos | Encore Theater             |
| 2 de agosto de 2009 | Paradise         | Estados Unidos | Encore Theater             |

Asia
| Fecha               | Localidad | País  | Recinto                |
| ------------------- | --------- | ----- | ---------------------- |
| 7 de agosto de 2009 | Osaka     | Japón | Maishima Sports Island |
| 9 de agosto de 2009 | Chiba     | Japón | Chiba Marine Stadium   |

Europa
| Fecha                | Localidad | País    | Recinto       |
| -------------------- | --------- | ------- | ------------- |
| 29 de agosto de 2009 | Donetsk   | Ucrania | Donbass Arena |

Oceanía
| Fecha                    | Localidad | País      | Recinto                       |
| ------------------------ | --------- | --------- | ----------------------------- |
| 15 de septiembre de 2009 | Melbourne | Australia | Rod Laver Arena               |
| 16 de septiembre de 2009 | Melbourne | Australia | Rod Laver Arena               |
| 18 de septiembre de 2009 | Sídney    | Australia | Acer Arena                    |
| 19 de septiembre de 2009 | Sídney    | Australia | Acer Arena                    |
| 20 de septiembre de 2009 | Brisbane  | Australia | Brisbane Entertainment Centre |
| 22 de septiembre de 2009 | Adelaida  | Australia | Adelaide Entertainment Centre |
| 24 de septiembre de 2009 | Perth     | Australia | Burswood Dome                 |

Asia
| Fecha                    | Localidad | País                   | Recinto                  |
| ------------------------ | --------- | ---------------------- | ------------------------ |
| 26 de septiembre de 2009 | Singapur  | Singapur               | Fort Canning Park        |
| 12 de octubre de 2009    | Kobe      | Japón                  | Kobe World Memorial Hall |
| 13 de octubre de 2009    | Osaka     | Japón                  | Osaka-jō Hall            |
| 15 de octubre de 2009    | Nagoya    | Japón                  | Nippon Gaishi Hall       |
| 17 de octubre de 2009    | Saitama   | Japón                  | Saitama Super Arena      |
| 18 de octubre de 2009    | Saitama   | Japón                  | Saitama Super Arena      |
| 20 de octubre de 2009    | Seúl      | Corea del Sur          | Olympic Gymnastics Arena |
| 21 de octubre de 2009    | Seúl      | Corea del Sur          | Olympic Gymnastics Arena |
| 23 de octubre de 2009    | Pekín     | China                  | Wukesdong Indoor         |
| 29 de octubre de 2009    | Abu Dhabi | Emiratos Árabes Unidos | Isla de Yas              |

Europa
| Fecha                  | Localidad | País  | Recinto           |
| ---------------------- | --------- | ----- | ----------------- |
| 2 de noviembre de 2009 | Moscú     | Rusia | Estadio Olimpiski |

África
| Fecha                  | Localidad  | País   | Recinto     |
| ---------------------- | ---------- | ------ | ----------- |
| 6 de noviembre de 2009 | Marsa Alam | Egipto | Port Ghalib |

Europa
| Fecha                   | Localidad  | País        | Recinto                       |
| ----------------------- | ---------- | ----------- | ----------------------------- |
| 8 de noviembre de 2009  | Atenas     | Grecia      | OACA Indoor Hall              |
| 11 de noviembre de 2009 | Liverpool  | Reino Unido | Echo Arena                    |
| 12 de noviembre de 2009 | Birmingham | Reino Unido | LG Arena                      |
| 14 de noviembre de 2009 | Londres    | Reino Unido | The O2 Arena                  |
| 15 de noviembre de 2009 | Londres    | Reino Unido | The O2 Arena                  |
| 16 de noviembre de 2009 | Londres    | Reino Unido | The O2 Arena                  |
| 18 de noviembre de 2009 | Mánchester | Reino Unido | Manchester Evening News Arena |
| 19 de noviembre de 2009 | Newcastle  | Reino Unido | Metro Radio Arena             |
| 20 de noviembre de 2009 | Nottingham | Reino Unido | National Ice Centre           |
| 22 de noviembre de 2009 | Dublín     | Irlanda     | 3Arena                        |
| 23 de noviembre de 2009 | Dublín     | Irlanda     | 3Arena                        |
| 24 de noviembre de 2009 | Belfast    | Irlanda     | Odyssey Arena                 |

América del Sur
| Fecha                 | Localidad         | País      | Recinto                          |
| --------------------- | ----------------- | --------- | -------------------------------- |
| 4 de febrero de 2010  | Florianópolis     | Brasil    | Parque do Planeta Atlântida      |
| 6 de febrero de 2010  | São Paulo         | Brasil    | Estadio Morumbi                  |
| 7 de febrero de 2010  | Río de Janeiro    | Brasil    | Arena Multiuso de Río            |
| 8 de febrero de 2010  | Río de Janeiro    | Brasil    | Arena Multiuso de Río            |
| 10 de febrero de 2010 | Salvador de Bahía | Brasil    | Parque de Exposições de Salvador |
| 12 de febrero de 2010 | Buenos Aires      | Argentina | Hipódromo de San Isidro          |
| 14 de febrero de 2010 | Santiago de Chile | Chile     | Movistar Arena                   |
| 16 de febrero de 2010 | Lima              | Perú      | Estadio Monumental               |

### Conciertos cancelados y/o reprogramados
| Fecha                 | Ciudad, País                        | Lugar                                      | Motivo                                |
| --------------------- | ----------------------------------- | ------------------------------------------ | ------------------------------------- |
| 20 de febrero de 2010 | San Juan, Puerto Rico               | Coliseo de Puerto Rico José Miguel Agrelot | Cancelados No se conocen los motivos. |
| 22 de febrero de 2010 | Santo Domingo, República Dominicana | Estadio Olímpico Félix Sánchez             | Cancelados No se conocen los motivos. |

Caribe
| Fecha                 | Localidad     | País              | Recinto               |
| --------------------- | ------------- | ----------------- | --------------------- |
| 18 de febrero de 2010 | Puerto España | Trinidad y Tobago | Queen's Park Savannah |

### Recaudación
| Recinto                          | Localidad         | Entradas Vendidas / Disponibles | Recaudación |
| -------------------------------- | ----------------- | ------------------------------- | ----------- |
| General Motors Place             | Vancouver         | 10.685 / 12.595 (84%)           | $888.305    |
| Arena Zagreb                     | Zagreb            | 16.599 / 17.190 (96%)           | $810.754    |
| O2 Arena                         | Praga             | 10.615 / 10.951 (97%)           | $624.987    |
| The Ahoy                         | Róterdam          | 20.297 / 20.297 (100%)          | $1.329.275  |
| Palais Omnisports de Paris-Bercy | París             | 16.149 / 16.149 (100%)          | $1.142.061  |
| Zénith de Strasbourg             | Estrasburgo       | 5.869 / 10.300 (57%)            | $353.644    |
| Sportpaleis                      | Amberes           | 15.780 / 15.836 (99%)           | $1.033.927  |
| O2 World                         | Berlín            | 12.477 / 12.477 (100%)          | $609.712    |
| Scandinavium                     | Gotemburgo        | 8.271 / 8.500 (97%)             | $611.707    |
| Ericsson Globe                   | Estocolmo         | 10.640 / 10.640 (100%)          | $728.113    |
| König Pilsener Arena             | Oberhausen        | 9.832 / 10.037 (98%)            | $514.196    |
| Hallenstadion                    | Zúrich            | 12.180 / 12.240 (99%)           | $900.936    |
| Pavilhão Atlântico               | Lisboa            | 17.944 / 18.649 (96%)           | $890.173    |
| Palacio de Deportes              | Madrid            | 15.061 / 15.061 (100%)          | $917.996    |
| Palau Sant Jordi                 | Barcelona         | 10.560 / 11.650 (90%)           | $673.865    |
| Metro Radio Arena                | Newcastle         | 21.962 / 21.962 (100%)          | $2.331.923  |
| National Indoor Arena            | Birmingham        | 22.384 / 22.420 (99%)           | $2.437.695  |
| The O2                           | Londres           | 91.746 / 91.746 (100%)          | $9.061.819  |
| Manchester Evening News Arena    | Mánchester        | 29.310 / 29.754 (98%)           | $3,266.557  |
| The O2                           | Dublín            | 75,660 / 75.660 (100%)          | $8.491.788  |
| Odyssey Arena                    | Belfast           | 29.356 / 29.356 (100%)          | $2.794.877  |
| Echo Arena Liverpool             | Liverpool         | 21.590 / 21.605 (99%)           | $2.469.029  |
| Sheffield Arena                  | Sheffield         | 11.049 / 11.049 (100%)          | $889.562    |
| Madison Square Garden            | Nueva York        | 27.580 / 27.710 (99%)           | $3.526.375  |
| 1st Mariner Arena                | Baltimore         | 8.619 / 11.726 (74%)            | $683.904    |
| Verizon Center                   | Washington D. C.  | 13.736 / 13.736 (100%)          | $1.390.421  |
| Wachovia Center                  | Filadelfia        | 14.971 / 14.971 (100%)          | $1.377.995  |
| Greensboro Coliseum              | Greensboro        | 10.600 / 10.600 (100%)          | $779.424    |
| BankAtlantic Center              | Sunrise           | 12.629 / 13.209 (95%)           | $1.015.893  |
| Philips Arena                    | Atlanta           | 13.949 / 13.949 (100%)          | $1.281.632  |
| Toyota Center                    | Houston           | 13.130 / 13.130 (100%)          | $1.158.361  |
| American Airlines Center         | Dallas            | 11.319 / 11.906 (95%)           | $981.124    |
| US Airways Center                | Phoenix           | 8.831 / 12.727 (69%)            | $483.805    |
| ARCO Arena                       | Sacramento        | 7.770 / 11.214 (69%)            | $583.801    |
| Oracle Arena                     | Oakland           | 11.121 / 12.524 (88%)           | $1.016.012  |
| Honda Center                     | Anaheim           | 9.924 / 12.287 (80%)            | $937.185    |
| Staples Center                   | Los Ángeles       | 12.738 / 14.217 (90%)           | $1.437.146  |
| Target Center                    | Minneapolis       | 6.856 / 8.404 (82%)             | $633.501    |
| United Center                    | Chicago           | 13.852 / 14.773 (94%)           | $1.359.250  |
| The Palace of Auburn Hills       | Auburn Hills      | 13.540 / 13.540 (100%)          | $860.250    |
| Molson Amphitheatre              | Toronto           | 15.427 / 16.000 (96%)           | $1.085.943  |
| Bell Centre                      | Montreal          | 6.732 / 8.630 (78%)             | $640.294    |
| Mohegan Sun Arena                | Uncasville        | 6.729 / 7.222 (93%)             | $572.150    |
| Izod Center                      | East Rutherford   | 10.435 / 13.702 (76%)           | $968.245    |
| Rod Laver Arena                  | Melbourne         | 23.448 / 24.548 (96%)           | $2.686.497  |
| Acer Arena                       | Sídney            | 29.584 / 29.584 (100%)          | $3.679.733  |
| Trent FM Arena Nottingham        | Nottingham        | 8.492 / 9.670 (88%)             | $1.252.080  |
| Parque do Planeta Atlântida      | Florianópolis     | 20.362 / 20.362 (100%)          | $2.417.000  |
| Morumbi Stadium                  | São Paulo         | 52.757 / 52.757(100%)           | $4.264.700  |
| HSBC Arena                       | Río de Janeiro    | 28.686 / 28.686 (100%)          | $2.934.390  |
| Parque de Exposições de Salvador | Salvador de Bahía | 28.776 / 28.776 (100%)          | $2.676.240  |
| Total                            | Total             | 980.715 / 993..684 (97%)        | $95.656.252 |

## Ficha técnica

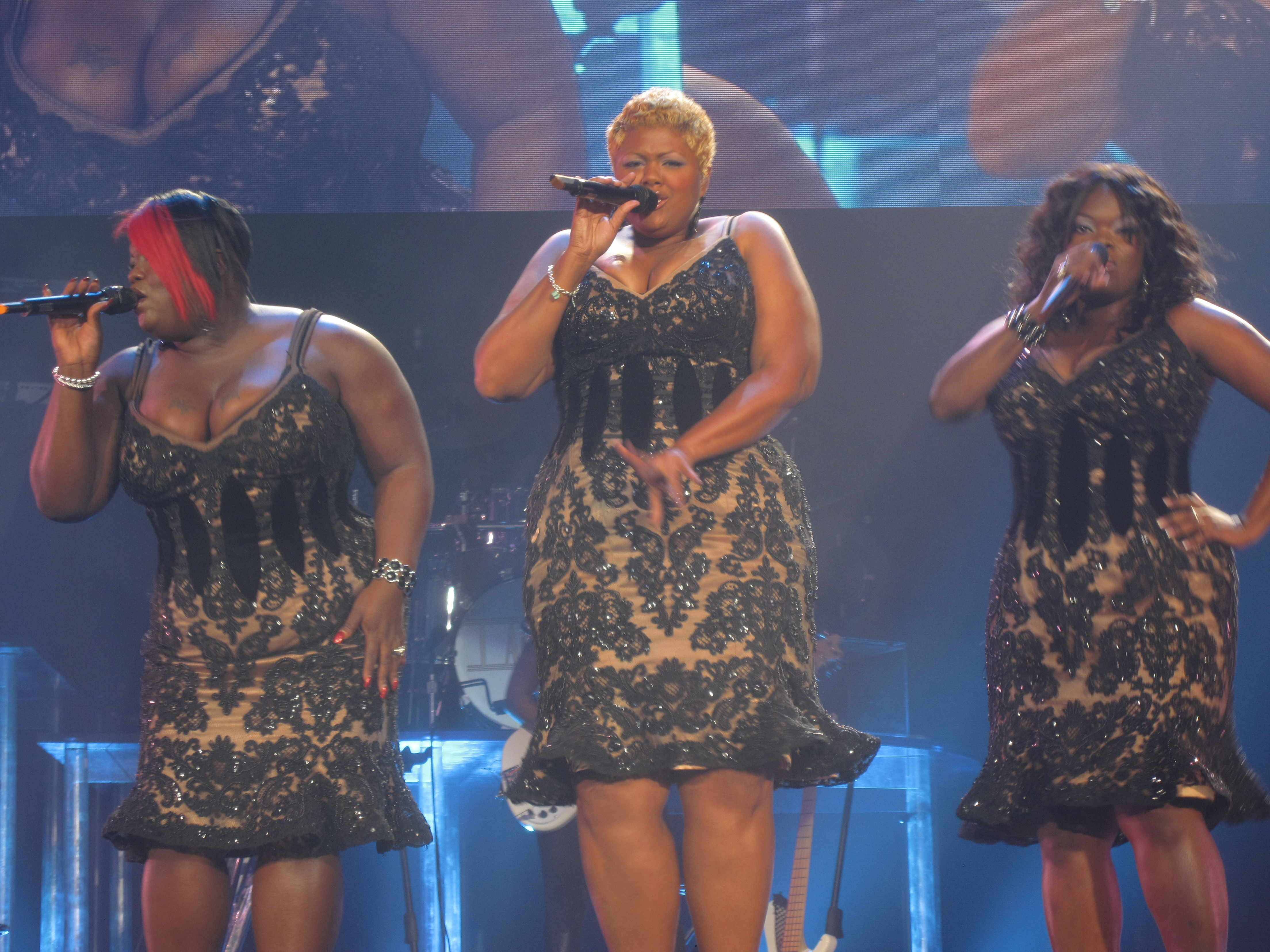
Suga Mama Band durante un concierto en Londres

| Dirección creativa - Beyoncé & Frank Gatson (Dirección/Escenografía/Coreografía) - Thierry Mugler (Asesor artístico/Diseñador) - Kim Burse (Director creativo) - Tina Knowles (Asistente creativa/Estilista) - Ty Hunter (Estilista) Suga Mama Band: - Bibi McGill (Director musical, Guitarra) - Divinity Walker Roxx (Director musical, Bajo) - Rie Tsuji (Asistente del director musical, Teclado) - Brittani Washington (Teclado) - Marcie Chapa (Percusión) - Nikki Glaspie (Batería) - Kim Thompson (Batería) - Crystal Torres (Trompeta) - Tia Fuller (Alto Saxofonista) - Katty Rodriguez-Harrold (Tenor Saxofonista) The Mamas (Contrabajos): - Montina Cooper - Crystal A. Collins - Tiffany Moníque Riddick Coreógrafos - Beyoncé - Frank Gatson Jr. - Jaquel Knight Asistentes de los coreógrafos - Dana Foglia (Dance Swing) - Christopher (Kriyss) Grant - Rosero McCoy - Kobi Rozenfeld - Tony Michales - Derrel Bullock - Bryan Tanaka - Sheryl Murakami - Rhapshody James - Cliff McGhee - Benny Andrews - Jonte Moaning - Ramon Baynes | Bailarines - Ashley Everett - Tuere Tanee McCall - Ashley Seldon - Saidah Fishenden - Kimberly Gipson - Bryan Tanaka - Cassidy Noblett - Khasan Brailsford - Shaun Walker Miembros de seguridad - Julius DeBoer (Jefe de seguridad de Beyoncé) - Colin McNish (Miembro de seguridad de Beyoncé) - Terrill Eastman (Jefe de seguridad del recinto) - Bob Fontenot (Miembro de seguridad del recinto) Mánager de la gira - Alan Floyd (Mánager de la gira) - Marlon Bowers (Asistente del mánager) - Larry Beyince (Asistente del mánager) - Daniel Kernan (Responsable de la gira) - Josh Katzman (Responsable de la gira) Patrocinadores - MTV Europa – Europe/Reino Unido/Irlanda - Trident – Reino Unido e Irlanda - Nintendo – Reino Unido y Europa - L'Oreal Paris – América del Norte - General Mills – América del Norte - Crystal Geyser – Japón - Nestlé – América del Sur - bMobile – Trinidad y Tobago Promotores - AEG Live – Reino Unido - Live Nation & Haymon Concerts – América del Norte y Europa - Michael Coppel Presents – Australia - Music World Entertainment – Internacional - Aiken Promotions – Irlanda |